# Erebia meisneri
Erebia meisneri är en fjärilsart som beskrevs av Hans Fruhstorfer 1917. Erebia meisneri ingår i släktet Erebia och familjen praktfjärilar. Inga underarter finns listade i Catalogue of Life.